# Bogumił Kobiela

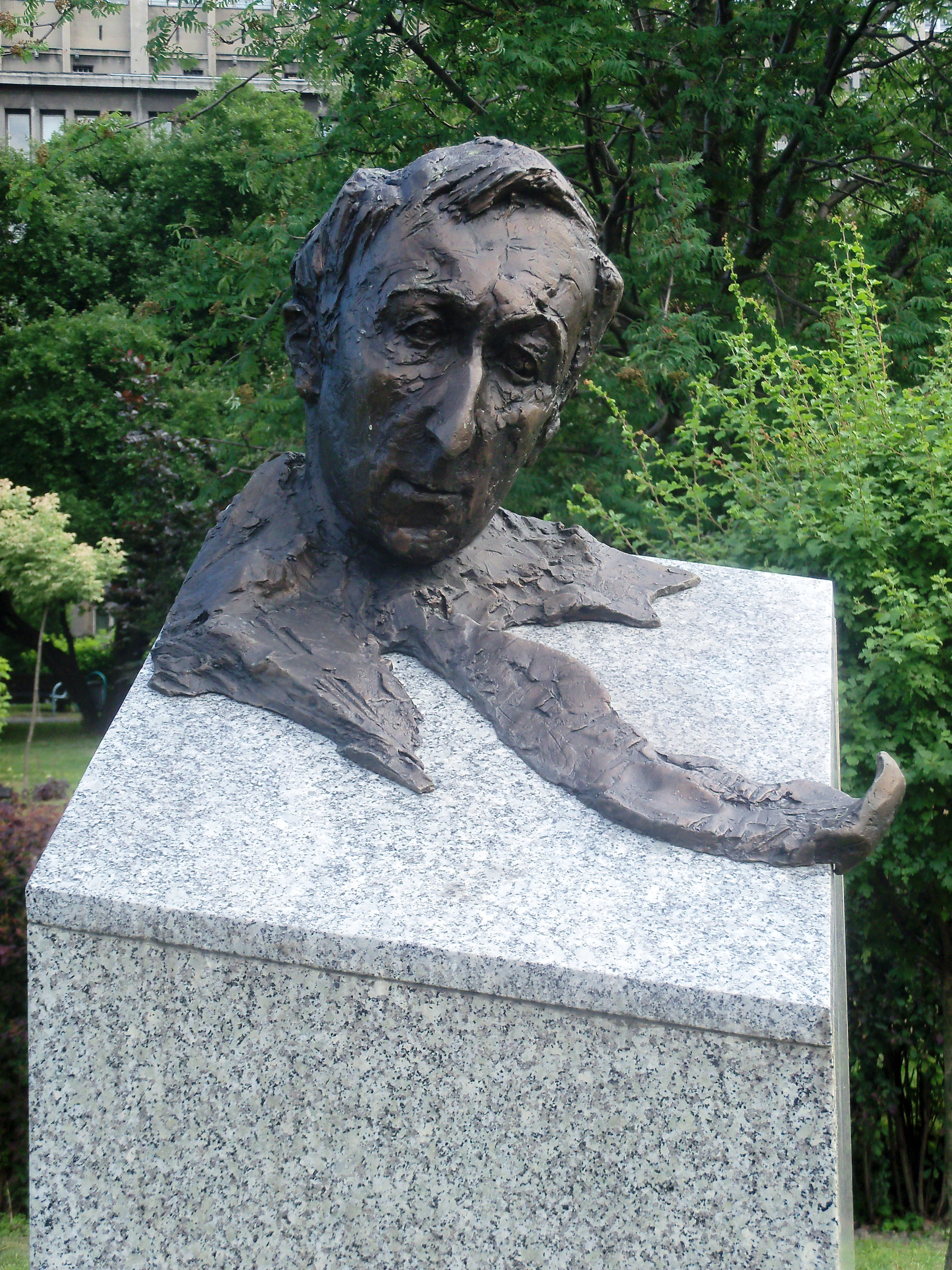
Popiersie w Galerii Artystycznej na placu Grunwaldzkim w Katowicach

Bogumił Kobielaⓘ (ur. 31 maja 1931 w Katowicach, zm. 10 lipca 1969 w Gdańsku) – polski aktor teatralny i filmowy. Uznawany za najwybitniejszego polskiego aktora tragikomicznego, przedstawiciel polskiej szkoły filmowej.

## Życiorys

### Młodość

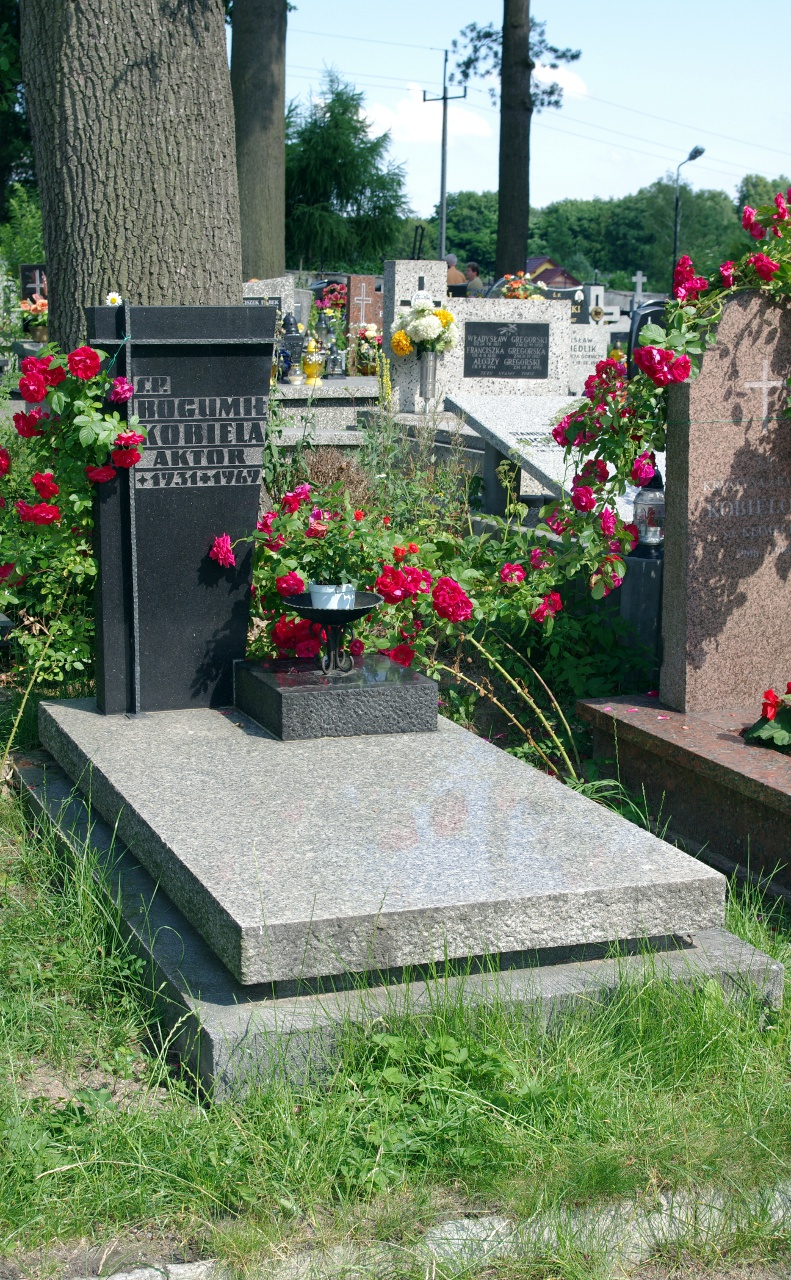
Grób w Tenczynku

Ukończył gimnazjum w Krzeszowicach, I Liceum Ogólnokształcące im. M. Kopernika w Katowicach, a w 1953 Państwową Wyższą Szkołę Aktorską w Krakowie. Aktor Teatru Wybrzeże w Gdańsku (1953–1955 i 1958–1960), teatrzyku studenckiego Bim-Bom wraz ze Zbigniewem Cybulskim (1955–1958), Teatru Ateneum w Warszawie (1960–1963), kabaretów Dudek i Wagabunda (1963–1966), Teatru Komedia (1966–1969). Często występował w Telewizji Polskiej w programach estradowych, satyrycznych, a także w Teatrze Telewizji.

### Role filmowe
Popularność zyskał grając w filmach najwybitniejszych polskich reżyserów, m.in. Andrzeja Munka i Andrzeja Wajdy, tworząc role tragikomiczne, oddające złożoność sytuacji, w jakiej znalazła się jednostka pośród wydarzeń historycznych XX wieku w Polsce. Zapamiętany głównie z roli Jana Piszczyka w filmie pt. Zezowate szczęście w reżyserii Andrzeja Munka.

### Wypadek drogowy
2 lipca 1969 w Buszkowie koło Koronowa podczas deszczu auto marki BMW 1600 koloru białego, którym podróżował aktor, jego żona oraz dwoje autostopowiczów, wpadło na zakręcie w poślizg i zderzyło się czołowo z pustym autobusem Jelcz 043, należącym do cukrowni w Świdnicy. Przypadkowym pasażerom nic się nie stało. Żona została lekko ranna (miała złamaną rękę i rozcięte czoło). Według jej relacji, gdy przyjechało pogotowie ratunkowe, Kobiela miał prosić lekarzy, by zajęli się jego żoną. Sam miał informować, że nic mu nie jest, chwilę później padając na ziemię nieprzytomny. Aktor doznał pęknięcia śledziony oraz krwotoku wewnętrznego. W stanie zapaści karetka pogotowia zawiozła go do Bydgoszczy, gdzie następnego dnia rano odzyskał przytomność. Stamtąd został przewieziony do specjalistycznej kliniki w Gdańsku. Zmarł 8 dni później, w klinice w Gdańsku, po dwóch operacjach i blisko godzinnej reanimacji. Został pochowany w swojej rodzinnej miejscowości, w Tenczynku koło Krakowa przy grobie swojej matki.

### Upamiętnienie
Jego życie przedstawia książka autorstwa Macieja Szczawińskiego pt. Zezowate szczęście, wydana w 1996 roku w Katowicach przez Towarzystwo Zachęty Kultury, wznowiona - w wersji poprawionej i uzupełnionej -  w 2019 roku. Sztukę aktorską Kobieli przedstawia i analizuje praca doktorska Magdaleny Przyborowskiej wydana w 2011 w formie książki pt. Bogumił Kobiela. Sztuka aktorska przez wydawnictwo Słowo/obraz terytoria.
Imieniem aktora nazwano ulicę w Gdańsku.
14 maja 1999 roku na ul. Piotrkowskiej w Łodzi odsłonięto jego gwiazdę w Alei Gwiazd (w okolicach Hotelu Grand). 10 września 2010 roku odsłonięto popiersie Bogumiła Kobieli w Galerii Artystycznej na placu Grunwaldzkim w Katowicach.

### Życie prywatne
Jego ojcem był Ludwik Kobiela, a bratem Marek Kobiela. Od 1963 był żonaty z Małgorzatą. Spokrewniony z Barbarą Kilar, żoną kompozytora Wojciecha Kilara.

## Filmografia

### Scenarzysta

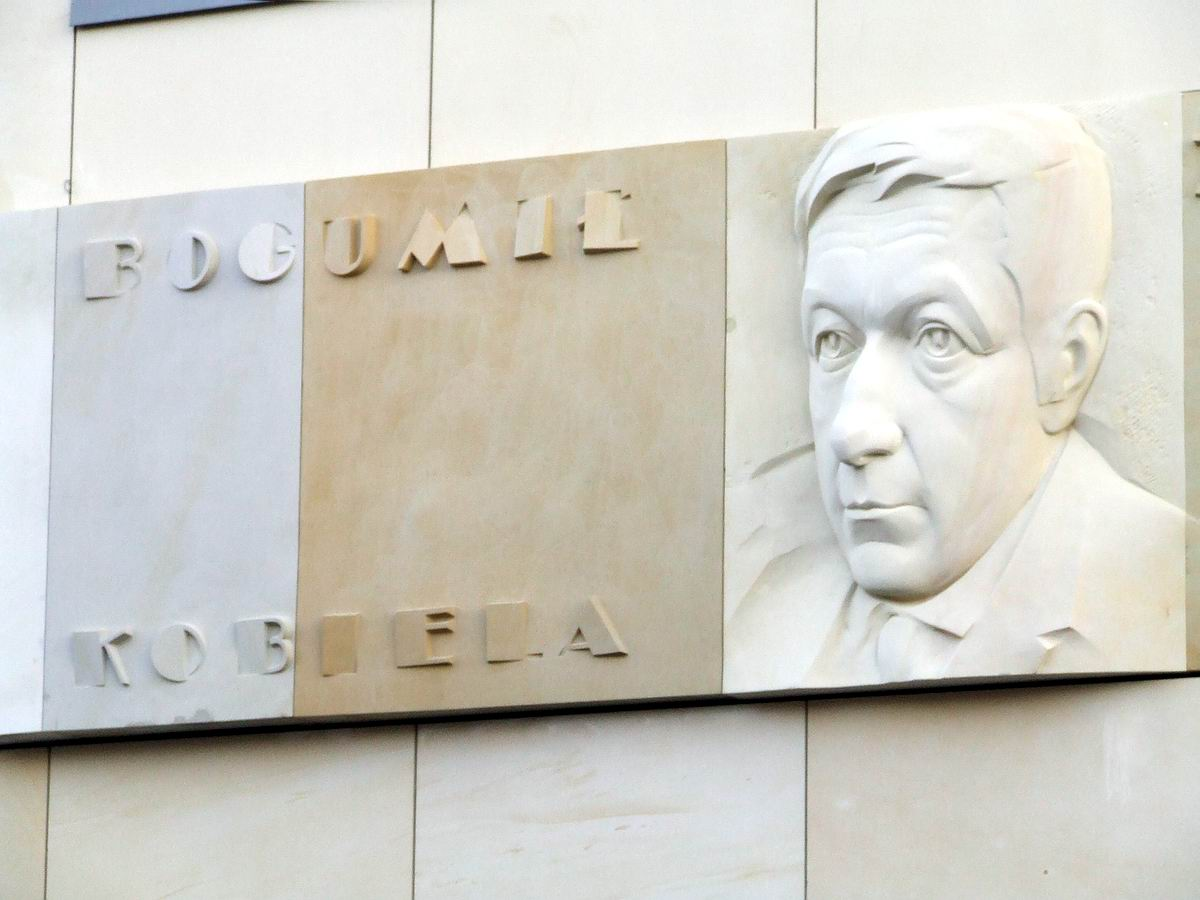
Płaskorzeźba na ścianie Kina „Praha” w Warszawie

- 1960 – Do widzenia, do jutra
- 1963 – Kobiela na plaży
- 1972 – Przeprowadzka

### Aktor

#### Filmy kinowe i telewizyjne
- 1953 – Trzy opowieści jako Grześ
- 1954 – Kariera jako milicjant
- 1955 – Zaczarowany rower jako Tyczka
- 1955 – Trzy starty jako Stefan
- 1956 – Szkice węglem jako urzędnik w powiecie
- 1957 – Eroica jako ppor. Dąbecki
- 1958 – Pożegnania jako hrabia Tolo
- 1958 – Popiół i diament jako Drewnowski
- 1958 - Trochę słońca[11]
- 1959 – Inspekcja pana Anatola jako prezes klubu „40 i 4"
- 1959 – Awantura o Basię jako szwagier
- 1960 – Rozstanie jako kelner
- 1960 – Zezowate szczęście jako Jan Piszczyk
- 1961 – Historia żółtej ciżemki jako Froncek, wędrowny kuglarz
- 1962 – Nad wielką wodą
- 1962 – Slanceto i syankata
- 1962 – Spóźnieni przechodnie jako Wacek
- 1963 – W polskich górach jako on sam
- 1963 – Kobiela na plaży jako on sam
- 1963 – Kryptonim Nektar jako Jacek

- 1963 – Zacne grzechy jako Bertold

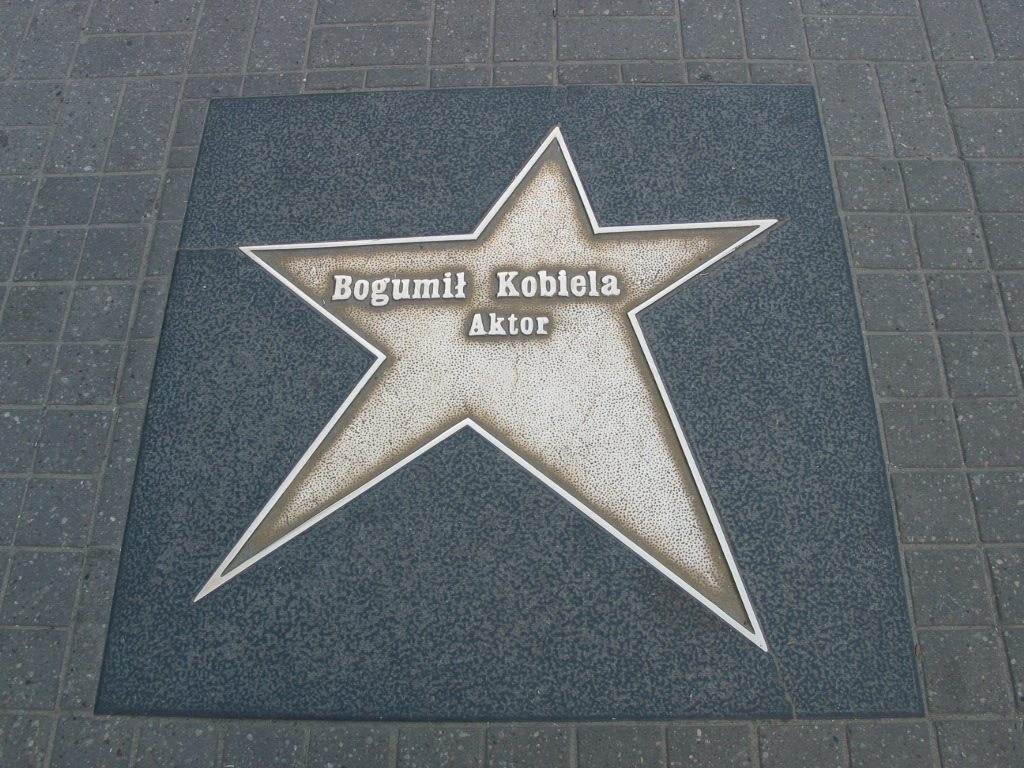
Gwiazda w łódzkiej Alei Gwiazd

- 1964 – Rękopis znaleziony w Saragossie jako Toledo
- 1965 – Trzy kroki po ziemi
- 1966 – Marysia i Napoleon jako Michał, kamerdyner Marii Walewskiej
- 1966 – Nowy pracownik
- 1966 – Małżeństwo z rozsądku jako ‘inżynier’ Kwilecki
- 1966 – Piekło i niebo jako markiz w piekle
- 1967 – Klub szachistów jako Dudek
- 1967 – Co to jest Dudek? jako on sam
- 1967 – Poradnik matrymonialny
- 1967 – Szach i mat!
- 1967 – Paryż – Warszawa bez wizy jako Polak z Paryża
- 1967 – Ręce do góry
- 1967 – To jest twój nowy syn
- 1968 – Hasło Korn kierownik ekipy elektryków
- 1968 – Lalka jako Lisiecki, subiekt w sklepie Wokulskiego
- 1968 – Człowiek z M-3 jako Tomasz Piechocki
- 1968 – Przekładaniec jako Ryszard Fox, kierowca rajdowy
- 1968 – Wszystko na sprzedaż jako Bobek
- 1968 – Kulig
- 1969 – Pierwszy dzień w pracy

- 1969 – Nowy jako inspektor BHP

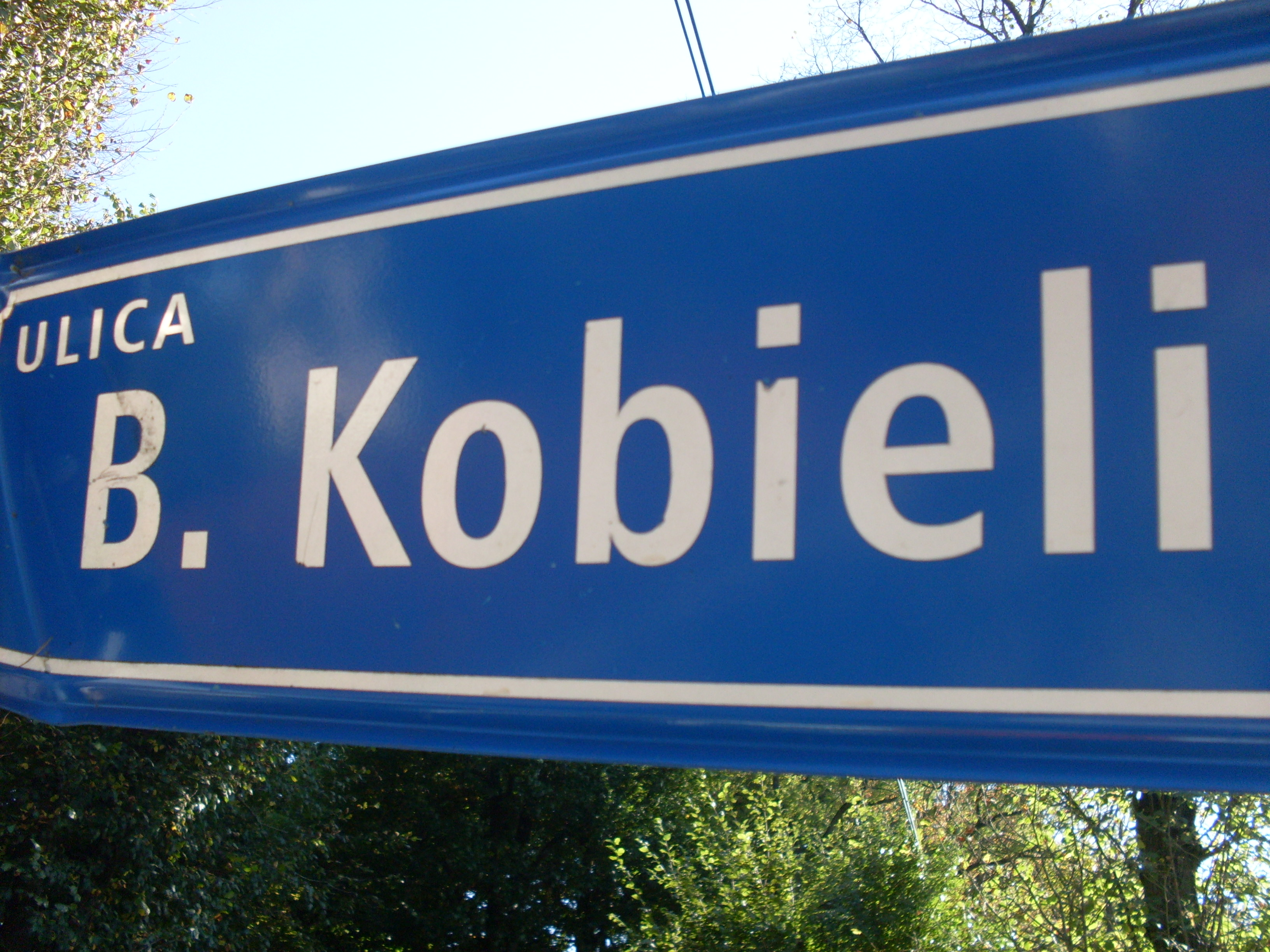
Tabliczka z nazwą ulicy B. Kobieli w Tenczynku

- 1969 – Mieszczanin szlachcicem jako pan Jourdain

#### Filmy upamiętniające tego aktora
- 1988 – Bobek czyli jedenaście wcieleń Bogumiła Kobieli jako on sam (zdjęcia archiwalne)
- 1997 – Bobek. Wspomnienie o Bogumile Kobieli jako on sam (zdjęcia archiwalne)

#### Seriale telewizyjne
- 1965–1966 – Wojna domowa
- 1966–1968 – Klub profesora Tutki jako profesor uniwersytetu, znawca archipelagu Małe Kokosy (2), ojciec, staruszek (10)
- 1969 – Przygody pana Michała jako mnich

## Odznaczenia
- Odznaka 1000-lecia Państwa Polskiego (1967)[12]